# Isla del Río Negro
Isla del Río Negro, ubicada al suroeste del departamento boliviano de Santa Cruz.

## Geografía
Es una isla fluvial pantanosa, tiene una superficie de 0,16 kilómetros cuadrados, recibe este nombre ya que se encuentra cerca de la desembocadura del río Negro aunque se encuentre dentro del río Paraguay, en la frontera triple de Bolivia-Paraguay-Brasil.